# چهینه
چهینه (به انگلیسی: Cheena) یک روستا در پاکستان است که در پنجاب واقع شده‌است.